# Brandonnet
Brandonnet (okzitanisch: Brandonet) ist eine französische Gemeinde mit 291 Einwohnern (Stand: 1. Januar 2022) im Département Aveyron in der Region Okzitanien (vor 2016 Midi-Pyrénées). Die Gemeinde gehört zum Arrondissement Villefranche-de-Rouergue und zum Kanton Villeneuvois et Villefranchois. Die Einwohner werden Brandonnetois genannt. 

## Geografie
Brandonnet liegt etwa 39 Kilometer westnordwestlich von Rodez am Aveyron. Umgeben wird Brandonnet von den Nachbargemeinden Maleville im Norden und Westen, Compolibat im Osten sowie La Bastide-l’Évêque im Süden.

## Bevölkerungsentwicklung
| Jahr                      | 1962 | 1968 | 1975 | 1982 | 1990 | 1999 | 2006 | 2013 |
| Einwohner                 | 463  | 417  | 370  | 360  | 325  | 316  | 312  | 316  |
| Quelle: Cassini und INSEE |      |      |      |      |      |      |      |      |

## Sehenswürdigkeiten
- Kirche Notre-Dame